# عبد الكريم القواسمي
عبد الكريم القواسمي (1945 - ) ممثل أردني من أصل فلسطيني.

## حياته
تخرج من جامعة بيروت ودرس الأدب العربي و حصل على شهادة البكالوريوس سنة 1969م ، بدأ العمل الفني بعد تخرجه في السبعينيات من خلال دوره في مسلسل ( دليلة والزيبق ) سنة 1976م .
يعتبر من الممثلين المؤثرين في عالم الفن فبالرغم من ظهوره في أدوار صغيرة في البداية ولكنها أدوار محورية وجذب إنتباه المشاهدين له وأصبح له جمهور يقومون بدعمه ومتابعة كل أعماله.
عندما بدأت الدراما الأردنية كان عنصر أساسي في هذه البداية مع عدد قليل من نجوم الفن الأردني وقدم أعمال ناجحة وذات هدف واضح مثل نشر الحب والسلام والجمال والخير وكل ما له معني رائع.

## أعماله

### مسلسلات تلفزيونية
- دليلة والزيبق
- آخر أيام اليمامة
- هام وشاهة (مسلسل)
- القسمة و النصيب
- الحجاج
- قمر بني هاشم
- المرابطون والأندلس
- سلطانة
- صبر العذوب
- راعي الصيت
- محاكم بلاسجون
- الغريبة
- العقاب والصقر
- جرح الرمال
- جرحك ياذيب
- نمر بن عدوان
- صقر قريش
- هبوب الريح
- القضوة
- المنسية
- الغريب
- الصقر
- توق
- طاش ما طاش
- راعي الاولة
- مغامرات زعتر وعنتر
- زمن ماجد (مسلسل)
- عيال مشهور
- عمر
- فارس بني مروان بدور رجاء بن حيوة الكندي
- أبو جعفر المنصور بدور رجاء بن حيوة الكندي
- أم الكروم بدور فالح العواد.
- وجه الزمان بدور الشيخ عوده

## الدبلجة الكرتونية
- عبقرينو (كعبول)
- ماروكو الصغيرة (الراوي)

## روابط خارجية
- عبد الكريم القواسمي على موقع قاعدة بيانات الأفلام العربية